# Le Jour où l'on dévalisa la banque d'Angleterre
Pour plus de détails, voir Fiche technique et Distribution.
Le Jour où l'on dévalisa la banque d'Angleterre (The Day They Robbed the Bank of England) est un film britannique, sorti en 1960.

## Fiche technique
- Titre : Le Jour où l'on dévalisa la banque d'Angleterre
- Titre original : The Day They Robbed the Bank of England
- Réalisation : John Guillermin
- Scénario : Howard Clewes et Richard Maibaum d'après le roman de John Brophy
- Photographie : Georges Périnal
- Musique : Edwin Astley
- Pays d'origine : Royaume-Uni
- Date de sortie : 1960

## Distribution
- Aldo Ray : Charles Norgate
- Elizabeth Sellars : Iris Muldoon
- Peter O'Toole : Capitaine Monty Fitch
- Kieron Moore : Walsh
- Albert Sharpe : Albert Tosher Sparrow
- John Le Mesurier : Green
- Miles Malleson : Assistant conservateur
- Andrew Keir : Sergent
- Hugh Griffith : O'Shea
- Joseph Tomelty : Cohoun
- Anita Sharp-Bolster (non créditée) : Servante